# هارون حامد
هارون حامد ({{lang-ur| ہارون الرشید فہیم حامد؛ زادهٔ ۱۰ نوامبر ۲۰۰۳) بازیکن فوتبال اهل پاکستان بود.
وی همچنین در تیم‌های ملی فوتبال زیر ۲۳ سال پاکستان و پاکستان بازی کرده است.